# Leopoldo Calvo-Sotelo Bustelo
Leopoldo Calvo-Sotelo Bustelo (Madrid, 14 d'abril de 1926 - Pozuelo de Alarcón, 3 de maig de 2008) va ser un polític espanyol, que ocupà diverses carteres ministerials sota els governs d'Adolfo Suárez i que finalment fou President del Govern d'Espanya entre 1981 i 1982.

## Biografia
Va néixer el 14 d'abril de 1926 a la ciutat de Madrid. Va estudiar enginyeria de camins a la Universitat de Madrid, en la qual es va llicenciar el 1951. L'any 1967 fou nomenat president de RENFE i tres anys més tard va esdevenir conseller delegat de la Unión Explosivos Riotinto, SA.
L'any 2002 el rei Joan Carles I li va concedir el títol de marquès de la Ria de Ribadeo amb Grandesa d'Espanya.
Era oncle de Mercedes Cabrera Calvo-Sotelo, ministra d'Educació en la VIII Legislatura d'Espanya (primera de José Luis Rodríguez Zapatero) i nebot de José Calvo Sotelo, ministre d'Hisenda durant la Dictadura de Primo de Rivera i fundador del Bloc Nacional durant la Segona República Espanyola.
Va morir, a l'edat de 82 anys, el 3 de maig de 2008 a la seva residència de Pozuelo de Alarcón.

## Activitat política

### Membre del Govern
Va començar la seva carrera política com a procurador a les Corts franquistes pel terç sindical i va col·laborar en els plans de Desenvolupament. L'any 1976 fou designat Ministre d'Obres Públiques en el govern monàrquic presidit per Carlos Arias Navarro.
Va participar activament en la creació de la Unió de Centre Democràtic (UCD), esdevenint l'organitzador de la campanya d'aquest partit a les eleccions generals espanyoles de 1977, esdevenint diputat al Congrés per la circumscripció de Madrid. Breu portaveu parlamentari del seu grup polític fou membre del govern presidit per Adolfo Suárez, en el qual va ocupar les carteres de Relacions amb la Comunitat Econòmica Europea (1978-1980) i vicepresident segon per a Assumptes Econòmics (1980-1981).

### President del Govern
Després de la dimissió de Suárez va ser nomenat President del Govern. Durant la sessió de la seva investidura, realitzada el 23 de febrer de 1981, es va produir un intent de cop d'Estat amb l'entrada al Congrés dels Diputats d'un grup de guàrdies civils dirigits pel Tinent Coronel Antonio Tejero Molina.
Els trets més característics del seu govern van ser l'adhesió d'Espanya a l'Organització del Tractat de l'Atlàntic Nord (OTAN) i la creació de la Llei Orgànica d'Harmonització del Procés Autonòmic (LOAPA), aprovada amb el suport del Partit Socialista Obrer Espanyol (PSOE). L'impuls de la Llei sobre el divorci va suposar el principi de la descomposició de l'UCD en produir-se el primer cas d'indisciplina parlamentària. Tot això, unit a la profunda crisi econòmica, va fer que dissolgués les Corts i convoqués eleccions anticipades.
La victòria del PSOE a les eleccions generals espanyoles de 1982, no tan sols va desplaçar la UCD del poder i a ell de la direcció del Govern, sinó que va suposar la pràctica desaparició d'aquest partit. Tot i la seva reelecció com a diputat al Congrés aquell mateix any va dimitir com a president de la seva formació política.

### Política europea
En produir-se l'any 1986 l'ingrés d'Espanya a la Comunitat Econòmica Europea (CEE), va obtenir l'acta d'eurodiputat al Parlament Europeu, càrrec que va desenvolupar fins al 1987.